# Carlinda
Carlinda – miasto i gmina w Brazylii, w stanie Mato Grosso.